# نيكولاس أوين
نيكولاس أوين (بالإنجليزية: Nicholas Owen)‏ هو صحفي ومقدم تلفزيوني وكاتب بريطاني، ولد في 10 فبراير 1947 في إيزلينغتون ‏ في المملكة المتحدة.

## وصلات خارجية
- نيكولاس أوين على موقع IMDb (الإنجليزية)
- نيكولاس أوين على موقع قاعدة بيانات الفيلم (الإنجليزية)